# Centro sportivo Fulvio Bernardini
Il centro sportivo Fulvio Bernardini, noto semplicemente come Trigoria per via del quartiere in cui sorge, è un centro sportivo di Roma, di proprietà del Banco Popolare e dato in affitto alla società calcistica italiana Associazione Sportiva Roma.
Considerato tra i più grandi e moderni centri sportivi del mondo, la struttura ospita, dal 1979, gli allenamenti della prima squadra maschile e gran parte delle attività del settore giovanile maschile.
Il centro d'allenamento  si trova in piazzale Dino Viola 1, nel IX Municipio di Roma Capitale.

## Storia
I terreni sui quali sorge attualmente il centro sportivo vennero acquistati il 22 luglio 1977 dall'allora presidente della società AS Roma Gaetano Anzalone e la struttura venne inaugurata il 23 luglio 1979. Il centro nacque con una foresteria che poteva ospitare fino a 60 giocatori, tre campi di calcio (due in erba di cui uno con illuminazione notturna e uno in terra rossa), campi da tennis, piscina, ristorante, centro medico ed uffici.
Il complesso ebbe un primo ampliamento nel 1984 quando il club era presieduto da Dino Viola e un altro nel 1998 sotto la presidenza di Franco Sensi. Il 28 dicembre 2005 venne ceduto con la formula del leasing a Banca Italease per un guadagno di 30 milioni di euro. Alla Roma venne concesso il diritto a usufruirne per quindici anni, per un affitto annuo di 3,2 milioni di euro, con l'opzione di riscatto alla scadenza.
Il "Fulvio Bernardini" è anche noto per aver ospitato, in occasione del campionato del mondo 1990, il ritiro della nazionale di calcio dell'Argentina.

## Struttura

### Area sportiva
L'area sportiva del centro comprende:
- quattro campi da calcio regolamentari:
  - Campo A "Agostino Di Bartolomei": campo (dimensioni 102 × 68 m) con manto in erba sintetica di ultima generazione, tribuna scoperta da 1.000 spettatori e spogliatoi.[16] Venne intitolato allo scomparso giocatore giallorosso il 24 febbraio 2012;[16]
  - Campo B "Fulvio Bernardini": campo (dimensioni 105 × 68 m) con manto in erba naturale;
  - Campo C: campo (dimensioni 105 × 68 m) con manto in erba naturale;
  - Campo D "Testaccio": campo (dimensioni 105 × 68 m) con manto in erba naturale, intitolato allo storico stadio cittadino, dotato di tribuna scoperta e spogliatoi;
- due campi da calcio di dimensioni ridotte:
  - Campo (dimensioni 90 × 45 m) con manto in erba sintetica di ultima generazione;[16]
  - Campo "la quercia": campo (dimensioni 81 × 43 m) con manto in erba sintetica di ultima generazione;[16]
- una piscina scoperta (dimensioni 18 × 9 m);
- uno dei quattro fabbricati (il secondo in ordine di grandezza), all'interno del quale trova spazio:
  - una palestra, al piano terra.

### Area direzionale
L'area direzionale del centro è composta da quattro fabbricati:
- Edificio A, il secondo in ordine di grandezza e a due piani fuori terra, nel quale si trovano:
  - i locali medici (riabilitazione e fisioterapia) al piano terra;
  - un bagno turco, al piano terra;
  - gli spogliatoi per i giocatori e per l’allenatore, al piano terra;
  - gli alloggi dei calciatori della prima squadra, al piano primo;
- Edificio B, nel quale si trovano:
  - un bar;
  - un ristorante;
  - gli alloggi per le squadre giovanili;
- Edificio C;
- Edificio D, realizzato nel 1998, nel quale si trovano:
  - la sede della rivista ufficiale del club, LaRoma;
  - la sala stampa;
  - la Cappella Salus populi romani, dedicata a papa Giovanni Paolo II e inaugurata durante il Giubileo del 2000.[2]

### Liceo scientifico sportivo
In un casale, in adiacenza al centro sportivo e collegato ad esso, ha sede, dal 2019, la sezione staccata dell'Istituto Scolastico Internazionale Giovanni Paolo II, liceo scientifico sportivo paritario riservato ai tesserati dell'AS Roma. Il casale, ricostruito per quest'utilizzo, al suo interno ospita:
- un ristorante;[18]
- un convitto;[18]
- cinque classi;[18]
- una palestra.[18]

## Utilizzo
La struttura ospita gli allenamenti della prima squadra maschile e del settore giovanile dell'Associazione Sportiva Roma.
Nel centro sportivo, nello specifico allo stadio Agostino Di Bartolomei, disputano anche gli incontri casalinghi ufficiali tutte le formazioni giovanili maschili della Roma, con l'esclusione della Primavera maschile e di tutte le formazioni femminili, che giocano le gare interne allo stadio Tre Fontane di Roma.